# 阿维尼翁大学
阿维尼翁大学（法語：Université d'Avignon，或Avignon Université），全称为阿维尼翁与沃克吕兹地区大学（法語：Université d'Avignon et des pays de Vaucluse, UAPV），是法国阿维尼翁的一所公立综合性大学。学校位于法国普罗旺斯-阿尔卑斯-蔚蓝海岸大区沃克吕兹省。阿维尼翁大学的历史可以追溯到1303年，是法国历史最悠久的大学之一。2024-2025学年，注册学生共计6500人。

## 历史
1227年，罗马教宗在阿维尼翁创立了神学院，1302年阿维尼翁大学正式成立。随后在1793年由于法国大革命，和当时法国所有的大学一样都被关闭。1963年阿维尼翁重新建立了一个高等科学教育中心和文学教育中心，1972年二者合并，并于1984年7月正式成为新的阿维尼翁大学。

## 院系设置

### 汉娜·阿伦特校区（Campus Hannah Arendt）
- 社会科学学院
- 文学艺术语言学院
- 法律经济管理学院

### 让-亨利·法布尔校区（Campus Jean-Henri Fabre）
- 阿维尼翁大学科技学院
- 科学技术医学学院

## 历任校长
- 1984-1988 : Guy Cheymol
- 1988-1992 : Françoise Pécaut
- 1992-1997 : Bernard Blavoux
- 1997- 2002 : Henri Méloni
- 2002 - 2007 : Michel Volle
- 2007 - 2015 : Emmanuel Ethis
- 2015年12月起 : Philippe Ellerkamp